# Horst Ehni
Horst W. Ehni (* 5. Dezember 1941; † 1. Mai 2015) war ein deutscher Sportpädagoge und Hochschullehrer.

## Leben
Ehnis Doktorarbeit mit dem Titel Sport und Schulsport: didaktische Analysen und Beispiele aus der schulischen Praxis wurde 1976 an der Eberhard Karls Universität Tübingen angenommen, wo er zum Dr. phil. promoviert wurde. Ab 1978 war er an der Universität Hamburg Professor für Erziehungswissenschaft – Grundschulpädagogik mit dem Schwerpunkt Sportdidaktik der Primarstufe. In der Zeit zwischen 1999 und 2001 war Ehni Direktor des Instituts für Didaktik der ästhetischen Erziehung. 2007 schied er aus dem Hochschuldienst.
Ehnis befasste sich in der Sportdidaktik umfassend mit der Begrifflichkeit des Spielens. 2000 veröffentlichte er zusammen mit Petra Wolters, Jürgen Kretschmer, Karlheinz Scherler und Willibald Weichert das Werk Didaktik des Schulsports. Ehni ging der Frage nach Zusammenhängen von Sport mit Krieg und Frieden nach, für das im Jahr 2001 erschienene Handbuch Sportpädagogik verfasste er den Beitrag Struktur sportpädagogischer Prozesse – Aufgaben und Ziele. Nach Einschätzung von Matthias Schierz war Ehnis Denken „in der Tradition Ernst Blochs der Utopie verpflichtet und zugleich dem französischen Strukturalismus zugeneigt“. Weichert bezeichnete ihn als „Mahner nach Theoriebezügen und dafür, nicht nur wissenschaftliche Modetrends zu bedienen“.

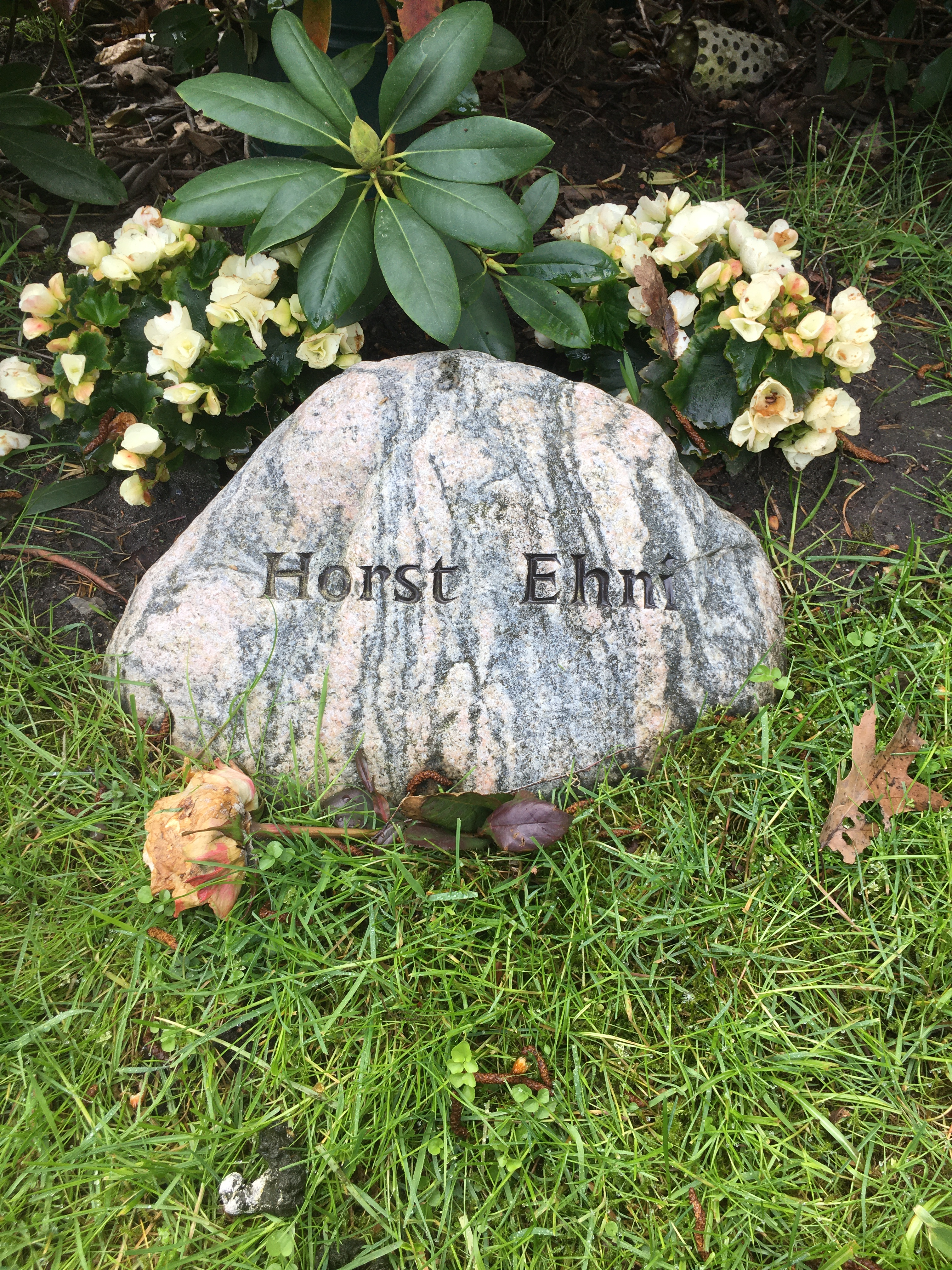
Grabstätte auf dem Friedhof Ohlsdorf (Planquadrat PA 3)

Horst Ehni wurde auf dem Friedhof Ohlsdorf beim Prökelmoorteich beigesetzt.